# Concepción Ramírez

Concepción Ramírez

Concepción Ramírez Mendoza (Santiago Atitlán, 8 de marzo de 1942–Ib., 10 de septiembre de 2021) fue una activista guatemalteca cuyo rostro aparece grabado en la moneda de 25 centavos de dicho país.

## Biografía
Nació en Santiago Atitlán el 8 de marzo de 1942 en el cantón Tzanjuyú, sus padres eran pertenecientes a la etnia zutujil. Se la conocía por el apodo de Doña Chonita. Su padre era un predicador evangélico y su madre le enseñó artesanías tradicionales en casa. En 1965 se casó con Miguel Ángel Reanda Sicay y tuvieron seis hijos. Su padre y su esposo fueron asesinados durante la guerra civil de Guatemala.
En 1959, una comisión fue nombrada para ir a Santiago Atitlán para buscar y fotografiar a la mujer indígena más bella para incluirla en la numismática de Guatemala, entonces ella tenía 17 años y fue elegida por esta comisión para ser grabada en la moneda de 25 centavos. Gracias al Acuerdo Gubernativo número 791-97, Ramírez ha podido destacar a nivel nacional e internacional, siendo homenajeada por varias entidades.
Como forma de homenaje, las autoridades municipales y departamentales de Santiago Atitlán rindieron homenaje a Concepción Ramírez Mendoza, y le entregaron la Orden Municipal del Reino Tzutujil.

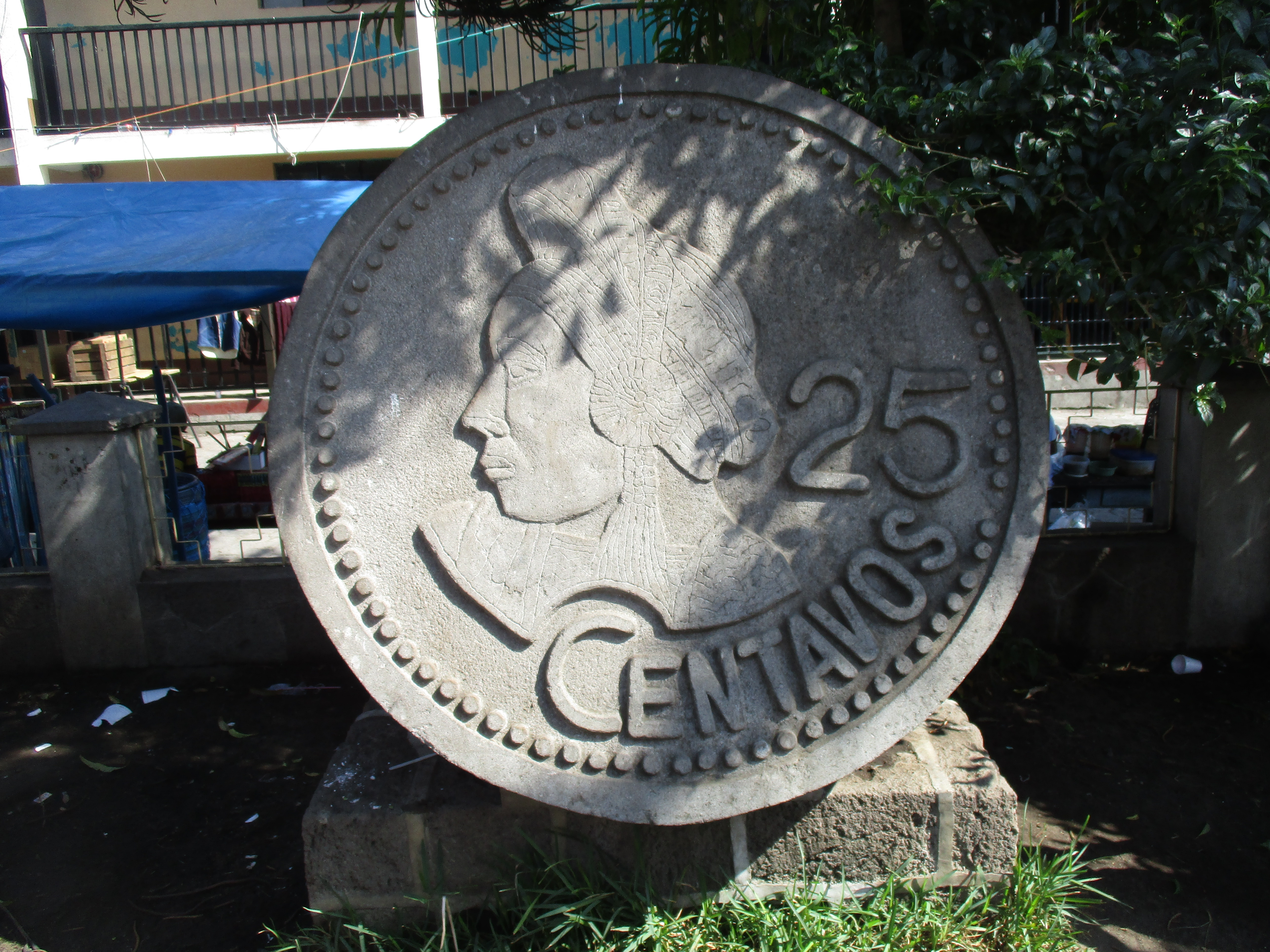
Estatua de moneda de 25 centavos a Santiago Atitlan

Como complemento de esta actividad se inauguró la remodelación del parque central en donde se develó un monumento de concreto —una ficha de Q0.25—, con un diámetro de aproximadamente un metro, dedicado a Ramírez. En 2007, Concepción Ramírez, hizo el cambio de la Rosa de la Paz, en el Palacio Nacional de la Cultura, en la entrega de un documento relacionado al conflicto armado interno.